# Лацабидзе, Георгий Ираклиевич
Георгий Лацo  (Лацабидзе) (груз. გიორგი ირაკლის ძე ლაცაბიძე; род. 15 апреля 1978, Тбилиси) — грузино-американский пианист, композитор и доктор музыкальных искусств. Лацo является одним из самых молодых пианистов из числа тех, кто выступил и записал 24 концертных этюда Op. 10 и 25 Фредерика Шопена и все 12 Трансцендентных этюдов Ференца Листа. В настоящее время он проживает в Лос-Анджелесе.

## Биография
Георгий родился в семье Ираклия Лацабидзе и Медеи Лацабидзе, работавшими инженерами в MIONI[что?], Тбилиси. Ни мать, ни отец Георгия не были музыкантами, однако с самого раннего возраста он начал учиться музыке, с трёхлетнего возраста стал на слух играть на фортепиано, а в пять лет сочинил свои первые музыкальные произведения. После победы на городском музыкальном конкурсе в возрасте 11 лет Георгий Лацабидзе впервые выступил с оркестром, исполнив Первый концерт Бетховена.
Окончил Тбилисскую консерваторию (2003) под руководством пианистки Русудан Ходжава, затем продолжил магистратуру у Геррита Циттербарта в Ганноверской Высшей школе музыки, у Клауса Кауфмана в зальцбургском Моцартеуме. В 2010 закончил докторантуру у Стюарта Гордона в Университет Южной Калифорнии в Лос-Анджелесе; прошёл также мастер-класс Лазаря Бермана во Флоренции.
Про его исполнение 24 этюдов Шопена (Opp. 10, 25) грузинский музыкальный критик Гулбат Торадзе писал, что …он показал высокий уровень художественного мастерства <…> Отнюдь не увлекаясь «головокружительными» темпами и патетикой наиболее известных этюдов, во главу угла своего исполнения и главной художественной задачей ставит выявление внутреннего богатства и «аристократизма» этой музыки. Среди его записей этого периода выделяют[кто?] Третий концерт Рахманинова и Первый концерт Чайковского. О его выступлении с концертом Бетховена в Вене писали в австрийской прессе: «…технически блестящий пианист, произведения проникнуты острым лиризмом и подлинной глубиной». «Rhinegold Magazine» (Англия) пишет о его записи «Прелюдии» Дебюсси: «…такого внеочередного воображения и музыкального тона я редко слышал».

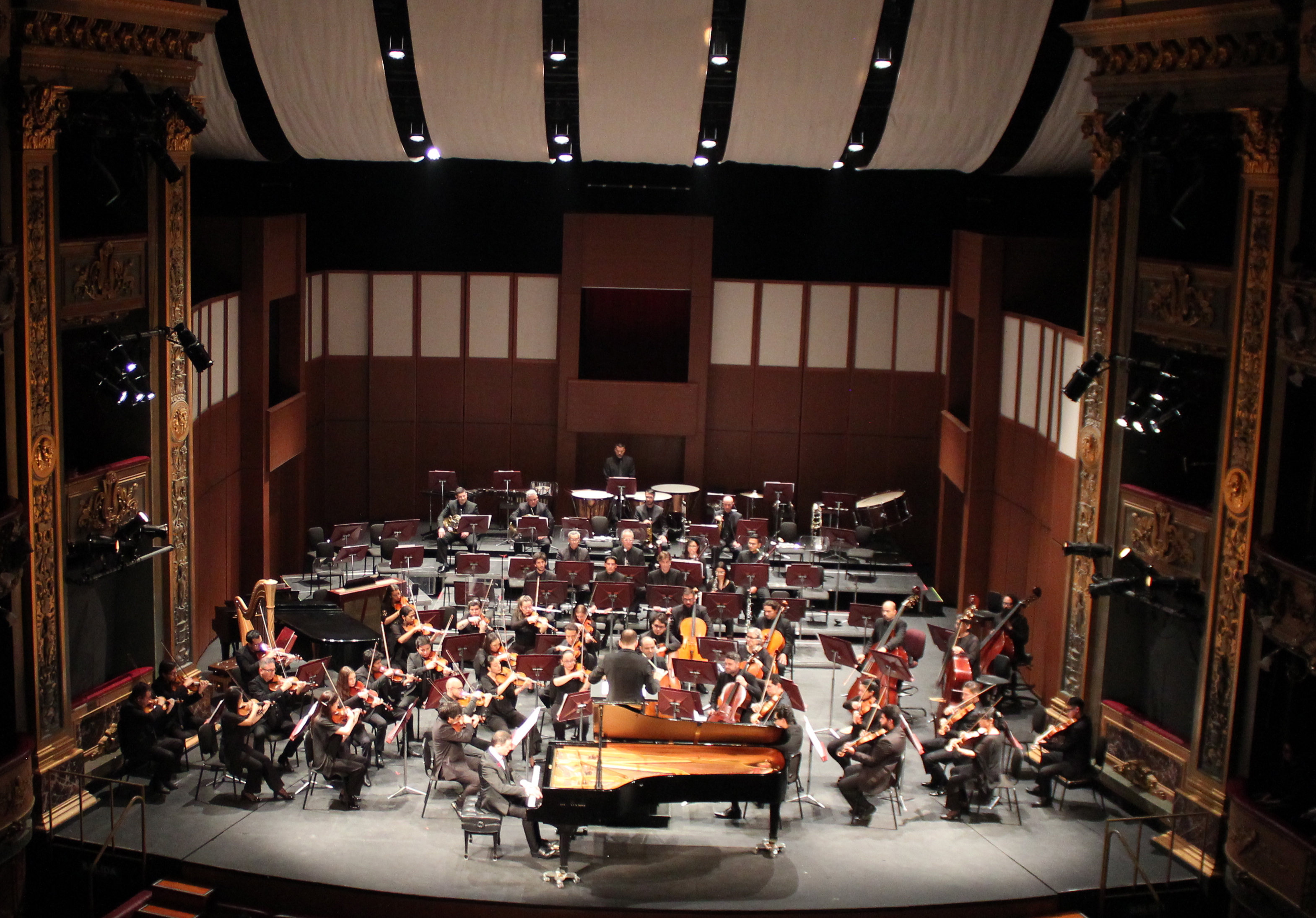
Богота, Театр Колумба, с Колумбийским национальным симфоническим оркестром, 2020

Лацo выступил на большинстве крупных фестивальных площадок в Зальцбурге, Вене, Берлине, Мангейме, Флоренции, Лиссабоне, Пекине, Гонолулу. Одно из выступлений в Зальцбурге стало основной частью документального фильма производства «K-TV», вышедшего на DVD и транслировавшегося цифровым спутниковым телевещанием во многих частях Европы.
В 2008 года Лацо записал все «Трансцендентальные этюды» Ференца Листа на концерте в Hawaii Convention Center и спустя короткое время повторил ту же программу в Ницце, Франция. Затем в ноябре 2008 года он дал живой концерт в Лос-Анджелесе, записанный и выпущенный на комплекте CD/DVD.
В 2010 году в лондонском Вигмор-холле состоялась премьера его новой композиции Cyber Moment для скрипки и фортепиано, написанной по заказу этого концертного зала.
Как композитор Лацo написал музыку для фильма «Вальс-фантазия», выигравшую награду на Болонском кинофестивале в Италии (2000).

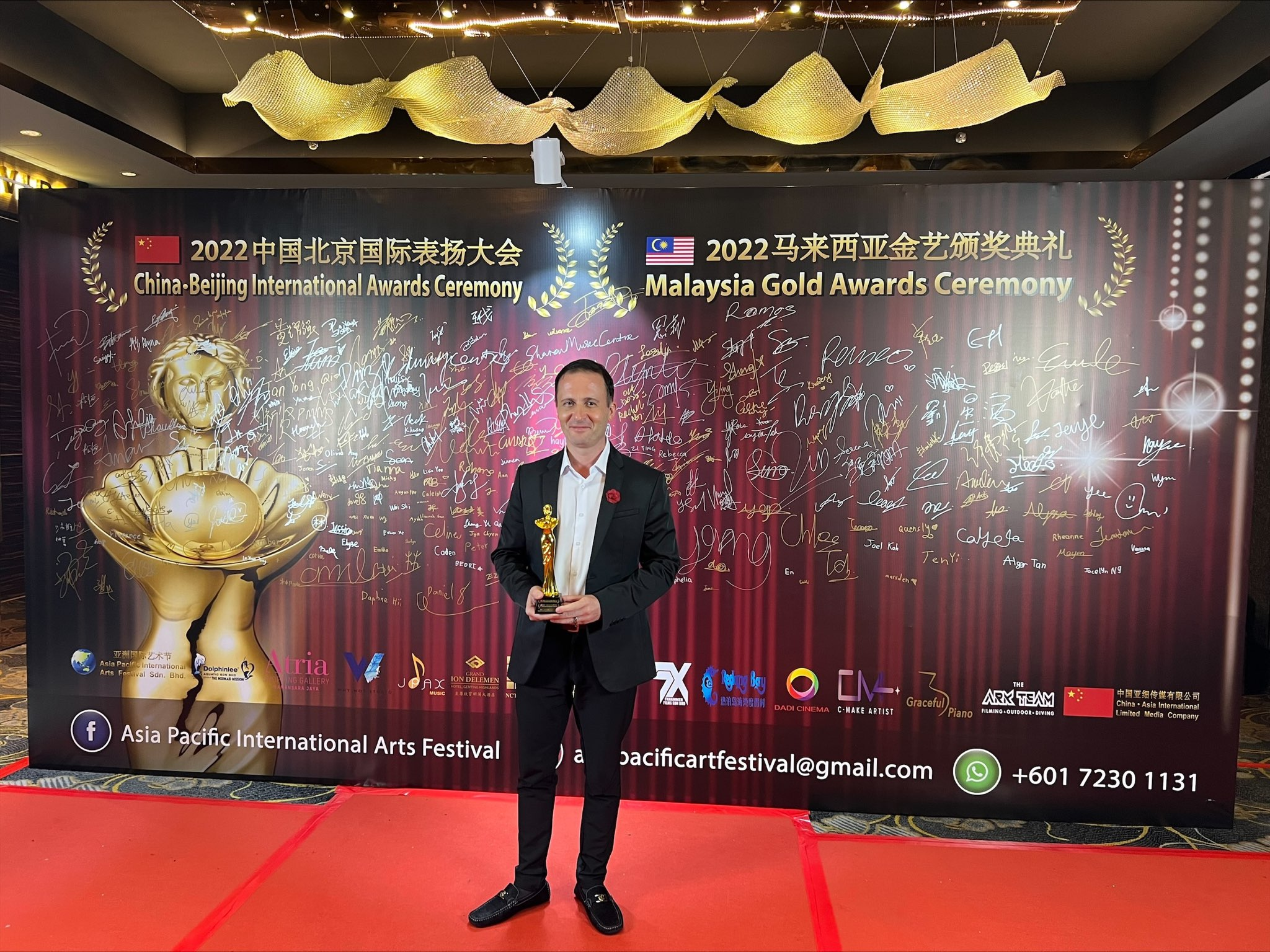
Церемония вручения золотой награды Малайзия 2022 года в Куала-Лумпуре

Выступления музыканта транслировались на радио и телевидении в США и других странах. Про него сняли несколько документальных фильмов, в том числе австрийский телефильм «Портрет: Лацабидзе в Зальцбурге»

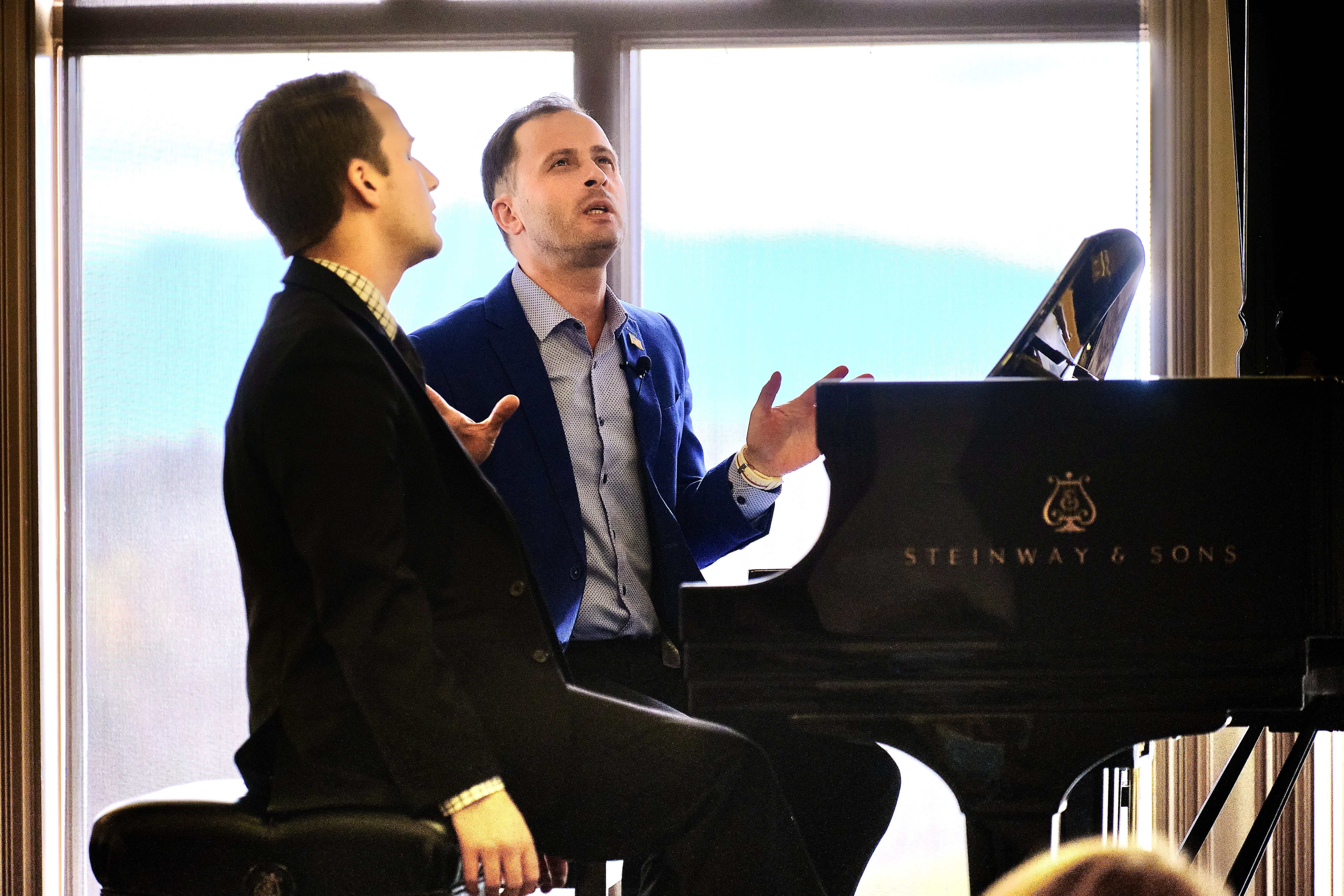
Конференция учителей музыки штата Юта 2021 — Лацo дает Мастер-класс

Его выступление в 2012 году в St. John’s Smith Square Concert Hall с Лондонским Королевским филармоническим оркестром[уточнить] транслировалось в прямом эфире на Би-би-си. В том же году состоялся его дебютный концерт в концертном зале Берлинской филармонии.
Лацo совместно с Королевским филармоническим оркестром, Ирминой Тринкос и Александром Уокером записал на лейбле Naxos Records диск, целиком составленный из фортепианно-скрипичного репертуара польско-немецкого композитора Игнаца Вагхальтера.
В 2012 году Лацo получил приглашение от Папы Бенедикта XVI посетить его резиденцию в Ватикане и исполнить 21-й концерт Моцарта с Венским филармоническим оркестром в базилике Санта Мария Маджоре в Риме.
С 2013 года Георгий Лацo носит звание «Steinway Artist»..
Его выступление в Боготе в 2020 году с Колумбийским национальным симфоническим оркестром в Театр Колумба было рассмотрено в прессе как: «… его игра, сочетающая техническое волшебство с поэтическим лиризмом, иногда звучит так же мощно, как оркестр из 100 человек».
В апреле 2021 года Лацо был назван почетным членом Международного комитета филармонии Лос-Анджелеса.

## Преподавательская деятельность
Доктор музыкальных искусств Георгий Лацo даёт мастер-классы и ездит с концертами по всей Центральной и Восточной Европе, Азии, Южной Америке и США. Его музыкальная карьера включает в себя активную игру на пианино, а также профессорскую деятельность и в качестве члена международных жюри. В 2007—2010 занимал пост президента в MTNA chapter[уточнить] at USC, Лос-Анджелес.
В 2007—2011 годах был профессором по классу фортепиано в Университете Южной Калифорнии, Azusa Pacific University и в Glendale Community College. В 2013—2019 годах занимал должность профессора в Прайнеровской консерватории в Вене а также давал систематически мастер-классы в консерватории Лисеу в Барселоне.
В США он часто выступает с докладами на государственных и местных конференциях национальной ассоциации учителей музыки, также дает мастер-классы в университетах и местных группах преподавателей музыки.

## Репертуар
Основу репертуара Лацo составляют Скарлатти, Моцарт, Бетховен, Шуман, Лист, Шопен, Брамс, Дебюсси, Чайковский, Рахманинов, Стравинский, Шёнберг и др.

## Признание и награды
Лауреат международных конкурсов имени Николая Рубинштейна (Париж, 1999), имени Эннио Поррино (Кальяри, 1998), имени Иегуди Менухина (Зальцбург, 2005), Лос-Анджелесского конкурса молодых исполнителей (Лос-Анджелес, 2006). Стипендиат Президента Грузии, Фонда Владимира Спивакова, Фонда Марион Дёнгоф, DAAD, принцессы Марии Лихтенштейнской, в 2011 года был удостоен звания доктора музыкальных искусств и др.

## Дискография
- По следам Вольфганга Амадея Моцарта. (Auf den Spuren von Wolfgang Amadeus Mozart). Зальцбург 2005.
- Лацабидзе: сольный концерт Latsabidze: The Recital, Onward Entertainment,LLC 2009) Лос-Анджелес, 2008.
- Музыки для фильмов Twilight’s Grace(2005) и «Waltz-Fantasy» (2002)
- 2010: Claude Debussy: 12 Préludes. (Book II) — CD & DVD; Los Angeles, LLC
- 2010: Szymanowski, Brahms, Bizet-Waxman, Latsabidze. — DVD; Wigmore Hall, London. Red Piranha Films LLC 2010.
- 2011: Giorgi Latsabidze: The Composer & Transcriber. — CD; Rhapsody Library Records
- 2011: CD/DVD: Frédéric Chopin: 24 Preludes, Op.28; Robert Schumann: Kreisleriana, Op.16. Goyette Records Co.
- 2011: DVD: Mozart Piano Concerto No. 21in C major, K. 467. Taiwan Pro.
- 2012: CD: WAGHALTER, I.: Violin Concerto / Rhapsody / Violin Sonata (Royal Philharmonic Orchestra, Trynkos, Latsabidze, A. Walker). Наксос[22]

## Музыкальные фрагменты
- Transcendental Etude No. 8 in C minor "Wilde Jagd"о файле (информация о файле)
- Transcendental Etude No. 9 in A-flat, "Ricordanza" (Remembrance)о файле (информация о файле)
- Transcendental Etude No. 10 in F minor, "Allegro agitato molto"о файле (информация о файле)
- Debussy: Préludes, Book 2: II. Feuilles Mortes. Giorgi Latsabidze, pianoо файле (информация о файле)
- Debussy: Préludes, Book 2: V. Bruyères. Giorgi Latsabidze, pianoо файле (информация о файле)
- Debussy: Préludes, Book 2: VI. 'General Lavine' - Excentric. Giorgi Latsabidze, pianoо файле (информация о файле)
- Debussy: Préludes, Book 2: VII. La Terrasse Des Audiences Du Clair De Lune. Giorgi Latsabidze, pianoо файле (информация о файле)
- Debussy: Préludes, Book 2: XII. Feux D'Artifice. Giorgi Latsabidze, pianoо файле (информация о файле)